# 팀 홀트

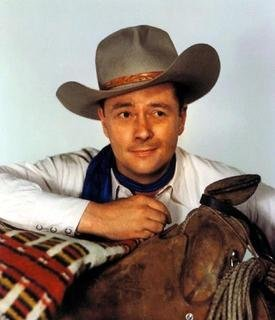

팀 홀트(Tim Holt, 1919년 2월 5일 ~ 1973년 2월 15일)는 미국의 배우, 영화배우이다.
베벌리힐스에서 태어났으며 쇼니에서 사망하였다.

## 영화
- 세상에 도전한 괴물 (1957년)
- 히즈 카인드 오브 우먼 (1951년)
- 시에라 마드레의 보석 (1948년) - 봅 커틴 역
- 황야의 결투 (1946년)
- 위대한 앰버슨가 (1942년)
- 로빈슨 가족 (1940년)
- 역마차 (1939년)
- 스텔라 달라스 (1937년)